# Пер Юганссон
Пер Юганссон  (швед. Per Johansson, 25 січня 1963) — шведський плавець, олімпійський медаліст.

## Виступи наОлімпіадах
| Олімпіада         | Дисципліна                            | Місце |
| ----------------- | ------------------------------------- | ----- |
| Москва 1980       | плавання на 100 метрів вільним стилем | 3     |
| Лос-Анджелес 1984 | плавання на 100 метрів вільним стилем | 3     |
| Лос-Анджелес 1984 | естафета 4 × 100 вільним стилем       | 3     |
| Лос-Анджелес 1984 | комплексна естафета 4 × 100           | 5     |
| Сеул 1988         | плавання на 50 метрів вільним стилем  | 10    |
| Сеул 1988         | плавання на 100 метрів вільним стилем | 7     |
| Сеул 1988         | естафета 4 × 100 вільним стилем       | 5     |